# Euphorbia dressleri
Euphorbia dressleri es una especie fanerógama perteneciente a la familia de las euforbiáceas.  Es originaria de México.

## Taxonomía
Euphorbia dressleri fue descrita por Victor W. Steinmann y publicado en Acta Botánica Mexicana 65: 48. 2003.
Etimología
Euphorbia: nombre genérico que deriva del médico griego del rey Juba II de Mauritania (52 a 50 a. C. - 23), Euphorbus, en su honor – o en alusión a su gran vientre –  ya que usaba médicamente Euphorbia resinifera. En 1753 Carlos Linneo asignó el nombre a todo el género.
 dressleri: epíteto otorgado en honor del botánico estadounidense especialista en orquídeas Robert Louis Dressler (1927- ) quien realizó una monografía del género Pedilanthus.
Sinonimia
- Pedilanthus gracilis Dressler[5][6]